# لوف نوانتيتي
لوف نوانتيتي (بالإنجليزية: Love Nwantiti)‏ هي أغنية من نوع نقر أفريقي من تسجيل المغني وكاتب الأغاني النيجيري سي كاي، صدرت في 29 أغسطس 2019 بواسطة تشوكلت سيتي من خلال وارنر ميوزك غروب. حققت الأغنية نجاحا تجاريا كبيرا في نيجيريا، فقد تجاوزت 100 مليون مشاهدة على يوتيوب.